# Ben Cura
José Ben Cura (Buenos Aires, 30 de septiembre de 1988), más conocido como Ben Cura, es un actor, músico y cineasta británico nacido en Argentina.

## Primeros años
José Ben Cura nació en Buenos Aires, hijo del tenor y director de orquesta José Cura. En su infancia se trasladó con su familia a Santo Stefano Belbo, Italia; la familia vivió primero en un convento mientras su padre luchaba por encontrar trabajo como cantante de ópera. Tiene dos hermanos menores, Yazmín y Nicolás. La familia se trasladó a Francia cuando él tenía seis años y a España a los once. Durante este tiempo, viajó a menudo con sus padres por todo el mundo.
Su primer papel como actor llegó a los nueve años, como supernumerario en una producción de La Forza del Destino en la Ópera de Marsella. Durante su estancia en París, recibió clases de piano y solfeo. Posteriormente asistió a la Academia de Cine de Nueva York en París antes de formarse y graduarse finalmente en la Academia de Música y Arte Dramático de Londres en 2011 con una licenciatura en actuación.

## Carrera
Cura debutó en el cine en la película independiente Comes a Bright Day, apareciendo poco después en la serie del canal Comedy Central Threesome y en la película de Bernard Rose The Devil's Violinist. Debutó en el West End de Londres interpretando a Angel en el reparto original del musical Viva Forever, de Jennifer Saunders, en el Piccadilly Theatre de Londres. Más tarde interpretó al golfista Severiano Ballesteros en la película británica Dream On.
A los 24 años debutó como director con la adaptación cinematográfica de la obra de August Strindberg Creditors, de la que también escribió el guion e interpretó a uno de los personajes principales, Freddie Lynch. Ese mismo año protagonizó el estreno en el Reino Unido de la galardonada obra estadounidense Next Fall en el Southwark Playhouse de Londres.
En abril de 2013 cofundó la productora Tough Dance Ltd. con la actriz y productora Andrea Deck. La primera producción de la compañía fue el mencionado largometraje Creditors. En 2015 participó en la serie estadounidense The Royals como el personaje recurrente de Holden. Más tarde protagonizó la película británica White Island, ambientada en Ibiza y basada en la novela A Bus Could Run You Over, escrita por Colin Butts, junto a Billy Zane y Billy Boyd.
El debut como director de Cura, Creditors, se estrenó mundialmente en el Festival Internacional de Cine Nórdico de Nueva York el 31 de octubre de 2015. El festival le concedió una mención honorífica en la categoría de mejor largometraje narrativo nórdico. Ese mismo año, Cura fue elegido para formar parte de la serie Marcella, un drama de ITV/Netflix escrito por Hans Rosenfeldt, guionista de The Bridge. La serie se estrenó en la televisión británica en abril de 2016, seguida de un lanzamiento mundial en Netflix en julio de 2016.
En 2017 fue elegido para interpretar al agente de la CIA Philip Shafer en la película bélica francesa 15 minutes de guerre, dirigida por Fred Grivois. Ese mismo año, interpretó el papel de Steve en la adaptación a la pantalla de la obra de teatro británica Life is a Gatecrash, rebautizada como Gatecrash y dirigida por Lawrence Gough, junto a Olivia Bonamy, Anton Lesser y Sam West. El mismo año actuó en la película de acción y comedia Gun Shy de Simon West, junto a Antonio Banderas y Olga Kurylenko.
En 2018 Cura apareció como invitado en la segunda temporada de Ransom, de la CBS, y en la primera temporada de The Rook, junto a Olivia Munn. En 2019 formó parte del reparto de la nueva obra de teatro de Nicholas Wright 8 Hotels, dirigida por Richard Eyre y estrenada mundialmente en el Chichester Festival Theatre.
En 2021 fundó la productora y discográfica W.I.P. Media. Ese mismo año lanzó su primer sencillo musical «Water» en plataformas de streaming, seguido de «Toutes Les Couleurs» y «Argento». El 30 de julio lanzó su primer EP instrumental, titulado Extended Play No.1.
En 2022 aportó la voz de Rayan en Tadeo Jones 3: La tabla esmeralda y apareció como invitado en la segunda temporada del seriado The Head. También debutó como compositor de bandas sonoras en el largometraje Among The Beasts. En 2023 apareció en la serie Queen Charlotte: A Bridgerton Story, producida por Shondaland y estrenada en Netflix, en el papel recurrente del príncipe Augustus.

## Filmografía

### Cine
| Año  | Título                                       | Papel               | Notas                        |
| ---- | -------------------------------------------- | ------------------- | ---------------------------- |
| 2012 | Comes a Bright Day                           | Sullivan            |                              |
| 2013 | The Devil's Violinist                        | Esposo de Charlotte |                              |
| 2015 | Creditors                                    | Freddie Lynch       | También director y guionista |
| 2016 | White Island                                 | Bartolo             |                              |
| 2017 | Gun Shy                                      | Juan Carlos         |                              |
| 2018 | Postcards from London                        | Caravaggio          |                              |
| 2019 | 15 Minutes of War                            | Phillip Shafer      |                              |
| 2020 | Gatecrash                                    | Steve               |                              |
| 2022 | My Eyes Are Up Here                          | HIM                 |                              |
| 2022 | Tad the Lost Explorer and the Emerald Tablet | Rayan               |                              |

### Televisión
| Año  | Título                                        | Papel            | Notas       |
| ---- | --------------------------------------------- | ---------------- | ----------- |
| 2011 | Threesome                                     |                  | 1 episodio  |
| 2015 | The Royals                                    | Holden           | 5 episodios |
| 2016 | Marcella                                      | Matthew Neil     | 6 episodios |
| 2017 | Silent Witness                                | Gustavo Aguirre  | 1 episodio  |
| 2018 | Ransom                                        | Rafael Salazar   | 1 episodio  |
| 2019 | The Rook                                      | Cobbler          | 1 episodio  |
| 2021 | The Mallorca Files                            | Jose Rey         | 1 episodio  |
| 2022 | Shakespeare & Hathaway: Private Investigators | Antonio Da Costa | 1 episodio  |
| 2022 | The Head                                      | Liam Ruddock     | 1 episodio  |
| 2023 | Queen Charlotte: A Bridgerton Story           | Augustus         | 4 episodios |

### Videojuegos
| Año  | Título                   | Papel             | Notas |
| ---- | ------------------------ | ----------------- | ----- |
| 2014 | Alien: Isolation         | Ransome           | Voz   |
| 2014 | Fractured Space          | Goss Reznik       |       |
| 2018 | A Way Out                | Voces adicionales | Voz   |
| 2020 | Cyberpunk 2077           | Ziggy Q           | Voz   |
| 2022 | Arknights                | Phantom           | Voz   |
| 2022 | Dying Light 2 Stay Human | Vincenzo          | Voz   |

## Teatro
- 2012: Viva Forever de Jennifer Saunders en el Piccadilly Theatre de Londres
- 2014: Next Fall de Geoffrey Nauffts en el Southwark Playhouse de Londres
- 2019: 8 Hotels de Nicholas Wright en el Chichester Festival Theatre de Chichester

## Discografía
| Año  | Título                | Notas    |
| ---- | --------------------- | -------- |
| 2021 | «Water»               | Sencillo |
| 2021 | «Toutes Les Couleurs» | Sencillo |
| 2021 | «Argento»             | Sencillo |
| 2021 | Extended Play No.1    | EP       |

## Premios y nominaciones
| Año  | Premio                                        | Categoría                                                                 | Obra nominada | Resultado |
| ---- | --------------------------------------------- | ------------------------------------------------------------------------- | ------------- | --------- |
| 2015 | Anchorage International Film Festival         | Mejor largometraje narrativo (con Andrea Deck)                            | Creditors     | Nominado  |
| 2015 | Nordic International Film Festival            | Mención de honor - Mejor largometraje narrativo nórdico (con Andrea Deck) | Creditors     | Ganador   |
| 2015 | Nordic International Film Festival            | Mejor largometraje narrativo nórdico                                      | Creditors     | Nominado  |
| 2016 | Accolade Global Film Competition              | Mención al mérito por mejor largometraje (con Andrea Deck)                | Creditors     | Ganador   |
| 2016 | Accolade Global Film Competition              | Mención al mérito por mejor guionista                                     | Creditors     | Ganador   |
| 2016 | WorldFest-Houston International Film Festival | Premio Experimental Dogma (con Andrea Deck)                               | Creditors     | Ganador   |